# Darjeelingflagspætte
Darjeelingflagspætte (latin: Dendrocopos darjellensis) er en fugleart, der lever i Nepal, det nordøstlige Indien, nordlige Burma, sydlige og centrale Kina samt i Tonkin-regionen af Vietnam.